# Каяев, Али
Али Каяев, также известный как Замир-Али, Али ал-Гумуки  (1878, Кази-Кумух, Дагестанская область — 21 декабря 1943, Георгиевка, Семипалатинская область) — дагестанский исламский деятель, реформатор мусульманской школы, учёный и мыслитель.
Вошёл в дагестанскую философию фундаментальными разработками во многих областях научного знания: от истории лексикографии, истории культуры, до источниковедения и публицистики. Внес существенный вклад в модернизацию традиционной школы на Северном Кавказе. Написал множество религиозных, исторических и публицистических работ, а также учебных пособий, значительная часть из которых до сих пор не опубликована.

## Биография

### Становление
Родился в селе Кази-Кумух, бывшем в это время культурным и историческим центром лакского народа. Род Каяевых — один из древних родов Гази-Кумуха. Письменная родословная Каяевых известна в 14-ти поколениях.
Его отец, Абдулгамид, был оружейных дел мастером. Когда Али было 7 лет, отец погиб во время кинжальной драки с грабителями. Мать Али была насильно выдана замуж в другой аул, и мальчика воспитывала сестра его отца.
Али начал учиться в примечетской школе у известного в селении арабиста Гази Сейидусейнова. Уже в годы учёбы Али выделяется среди сверстников интересом и тягой к знаниям. После окончания примечетской школы в Кумухе Каяев совершенствует свои знания у различных дагестанских алимов.
В Согратле Каяев проучился около пяти лет. В годы учёбы он интересуется мусульманским законодательством, историей, этнографией, астрономией. В 1899 Каяев сделал рукописную копию на арабском языке с работы Мухаммеда аль-Карахи «Блеск горских шашек в некоторых войнах Шамиля». Рукопись была подарена астраханскому алиму (мусульманскому ученому) Абд ар-Рахману, который пригласил Али Каяева для преподавательской работы в своем медресе на пять лет.
В 1905 году А. Каяев из Астрахани уезжает в Каир с целью поступления в известный в исламском мире университет Аль-Азхар. Н. Г. Нурмагомедов сообщает: «Али поступив в университет, обнаружил незаурядные способности и обширные познания в арабском языке и в других науках. В   Университете аль-Азхар в те годы получали образование студенты из различных мусульманских стран и регионов. После двух лет обучения он, экстерном сдав экзамены, получил диплом, и ему предложили вести курс арабского языка в университете. Он работал преподавателем в одном из приуниверситетских медресе».
В Каире Али Каяев ознакомился со взглядами Мухаммада Абдо (1834—1905), Джамалуддина ал-Афгани (1839—1909), Рашида Рида (1865—1935) (с последним был знаком лично), которые являлись известными представителями исламского модернизма начала XX века. Они выступали за приобщение мусульманских народов к европейской цивилизации, пропагандировали естественнонаучные знания, светскую культуру, то есть приспосабливали ислам к капиталистическим отношениям. Али Каяев глубоко проникся их идеями и стал их последователем.
Рашид Рида привлекает Али Каяева к сотрудничеству в реформистском журнале «Аль-Манар».

### Просветительская деятельность
В 1908 году Али Каяев переезжает из Каира в Стамбул, чтобы ознакомиться с трудами восточных ученых, сосредоточенных в местных научных центрах. Вернувшись на Кавказ, Али Каяев находит здесь широкое поле для просветительской деятельности. В 1908 году открыл медресе в селе Кёнделен Терской области(ныне Кабардино-Балкария), где увлеченно работает с учениками. Здесь он впервые реформировал систему мусульманского образования, переориентировав его на изучение мусульманского права, истории курса светских наук (математики, астрономии, естествознания).

#### Газета «Джаридат Дагистан»
В 1913 г. в Темир-Хан-Шуре (Буйнакске) по распоряжению военного губернатора Дагестанской области генерала Сигизмунда Викторовича Вольского начинается издание «Джаридат Дагистан» («Газета Дагестан») с тем условием, чтобы она была переводом с русского «Дагестанских областных ведомостей». Официальным редактором газеты был Бадави Саидов (1877—1927) (до 19 января 1918 года), начальник канцелярии военного губернатора Дагестанской области. Али Каяев становится фактически главным редактором этой газеты.
Постепенно газета стала самостоятельным изданием, ориентировавшимся на потребности и интересы дагестанской арабоязычной интеллигенции. Уже в начале своей редакторской деятельности Али Каяев выступил с идеей о необходимости реформирования мусульманского образования. Важную роль в газете играл «Научный отдел», в котором публиковались статьи, освещавшие научные достижения того времени. Работа в газете создает Али Каяеву большую популярность и известность не только в Дагестане, но и на всём Северном Кавказе. При этом он активно сотрудничает в газетах «Илчи» («Вестник»), печатном органе дагестанского просветительского-агитационного бюро, и «Чана Цуку» («Утренняя звезда»), общественно-политической и литературной газете.
Статьи мусульманских реформаторов и просветителей Дагестана и Северного Кавказа — джадидов и их сторонников, опубликованные в газете, сыграли чрезвычайно важную роль в перестройке религиозного сознании общества в этот сложный исторический период, перенося на почву Дагестана и Северного Кавказа идеи западноевропейских мыслителей, подготавливая умы к усвоению идей о прогрессе, социальной справедливости, к борьбе за национальную независимость, свободу и прогрессивное развитие. Благодаря её деятельности у передовой части интеллигенции формировались представления о дальнейших путях развития дагестанского общества, была подготовлена и вышла из его среды плеяда выдающихся организаторов и руководителей его дальнейшего переустройства.
Начавшаяся гражданская война и закрытие газеты «Джаридат Дагистан» вынудили Али Каяева в марте 1918 года переехать из Темир-Хан-Шуры в Кумух.

#### Проблемы образования в Дагестане
Образование в Дагестане имело негативные стороны — схоластический характер, трудоемкость процесса обучения при сравнительно скромных образовательных результатах, примитивность организации учебного процесса и методики преподавания.
Под влиянием критики мусульманских просветителей и изменявшейся социально-экономической и социально- образовательной ситуации часть мусульманских школ медленно эволюционировала в сторону усиления светского элемента образования. Деятельность мусульманских просветителей объективно способствовала и подготовила почву для распространения и становления светского образования в Дагестане в последующий период.
Просветители, с одной стороны, старались сохранить свои обычаи, возродить культуру, пробудить интерес к национальной истории, а с другой — понимали, что Востоку жизненно необходима модернизация.

#### Основные реформы в мусульманской школе
Али Каяев предлагал опираться при обучении на методические разработки Ибн Халдуна, в частности, рассматривая арабский язык, логику как инструмент для изучения других наук.
Али Каяев призывал обучать детей на местных дагестанских языках. Его идея заключалась в том, чтобы арабский язык изучали посредством изучения морфологии и синтаксиса родного языка. Не отрицая важность и нужность изучения арабского языка, Али Каяев предлагал методику по оптимизации его изучения через активное включение в образовательный процесс на начальном этапе дагестанских родных языков, с последующим переходом на арабский.
Кроме того, в программу новометодных школ были включены в качестве обязательных дисциплин естественные и общественные науки, такие как математика, география, история, естествознание и т. д., что в кадимитской системе изучалось преимущественно в индивидуальном порядке.
Особое значение Каяев придавал изучению географии, астрономии и физики. По его мнению, эти науки сделали большой скачок в своем развитии и играют важную роль в расширении знаний. Не случайно он написал книги, посвященные этим наукам: «Трактат по новой астрономии», «Физическая география», серию статей по экономической географии, отдельные статьи по физике и химии.
Каяев считал необходимым сохранить в мусульманских школах изучение ислама. Он стремился не только ввести новые, важные для жизни предметы, но и обновить систему арабо-мусульманского образования. Учитывая религиозное воспитание, полученное им в детстве и оставившее глубокий след на всем его творчестве, мировоззрение Каяева не могло не быть противоречивым. Свои идейно-теоретические концепции он строил на почве окружающей его реальной жизни, с учётом духа времени.
Просветительская и педагогическая деятельность Али Каяева явилась образцом и моделью для организации исламских школ в Дагестане в последующие годы. Педагогические методы Али Каяева служили важным фактором в развитии национального самосознания дагестанских народов.
Поддерживал дружеские и научные контакты с известными дагестанскими учеными и просветителями: К. Закуевым, Б. Саидовым, Абусуфьяном Акаевым, Гасаном Гузуновым, Юсуп-кади Муркелинским и другими. У Каяева учились известные представители либерально-демократической интеллигенции Дагестана начала XX века: М. Алиев, Г. Гитинаев, К. Закуев, И.-Х. Курбаналиев, Г. Саидов, М.-Д. Шамхалов и другие.

### Участие в политической жизни
Февральская революция вовлекает Али Каяева в водоворот общественной жизни. Каяев приветствовал Февральскую революцию 1917 года, увидев в ней начало освобождения народов Кавказа от царского колониального режима.
Благодаря популярности в демократически настроенных мусульманских кругах, он был избран в Дагестанский областной совет, а в январе 1918 г. — в его Исполнительный комитет. Однако, уже в марте 1918 г. вышел из правительства, когда к власти в области пришло крайне правое крыло мусульманской партии.
После того как Кавказ пережил сначала «белый», а затем «красный» террор, Али Каяев разочаровался в революции. Уже весной 1918 года он перестал участвовать в общественной жизни Дагестана. Большую часть времени проводил в Кумухе, занимаясь преподаванием, научной и писательской работой. Кроме того, в 1918—1925 гг. Али Каяев служил председателем (кади) шариатского суда Кумуха. В 1928 г. по приглашению правительства Дагестана, в котором были бывшие ученики и знакомые Али Каяева, он переехал в Махачкалу, устроившись на работу в Республиканский краеведческий музей. В 1928—1930 гг. много ездил по горным районам ДАССР, собирая материалы по истории и этнографии горцев.

### Репрессии
В 1930 году Каяев был арестован по обвинению в соучастии в контрреволюционной организации, и сослан на Южный Урал сроком на пять лет. Освобожден из ссылки в 1934 году. В эти годы он продолжал собирать материалы по дореволюционной истории Дагестана, много переводил с арабского, фарси, турецкого, ездил по горным селениям Дагестана, работал в НИИ Тбилиси и Москвы.
В 1938 г. последовал второй арест. Он был обвинен в связях с «врагом народа» Дж. Коркмасовым и в шпионаже в пользу Турции. В феврале 1940 года был сослан по приговору ОСО при НКВД СССР на 5 лет в Казахстан. В ссылке работал сторожем при бане.
В 1943 г. Али Каяев заболел тифом и скончался 21 декабря в г. Георгиевка Семипалатинской области. Был похоронен на местном русском кладбище. Место, где находилась могила Али Каяева, неизвестно. В середине 1960-х гг., как и большинство других незаконно репрессированных, Али Каяев был посмертно реабилитирован.

## Основные труды
- «Грамматика лакского языка»
- «Лакский язык и история»
- «Материалы по лакскому языку и истории»
- «Материалы по истории Дагестана»
- «Тарикат в Дагестане»
- «Материалы по языку и истории Дагестана»
- «Толковый словарь лакского языка»
- «Сравнительный словарь лакского, даргинского и аварского языков» (не окончена).
- Тогда же составлены «Биографии дагестанских ученых» (на турецком языке.)